# DSiWare

Логотип DSiWare

DSiWare — онлайн-сервис цифрового распространения игр и программ для портативной игровой консоли Nintendo DSi, а так же название самих программ, распространяемых с помощью этого сервиса. Аналог сервиса WiiWare для консоли Nintendo Wii. Приложения DSiWare не доступны для Nintendo DS и Nintendo DS Lite, устройств семейства DS, выпущенных до DSi.
Покупки программ в магазине производились за внутреннюю валюту Nintendo Points, приобретение которой можно было оплатить с помощью банковской карты или купив карточку с определённым номиналом.
С выходом в 2011 году консоли Nintendo 3DS и появлением нового онлайн-магазина приложений для неё Nintendo eShop, все существовавшие на тот момент DSiWare-приложения были перенесены в новый сервис. Магазин приложений для Nintendo DSi был закрыт 31 марта 2017 года.
Сервис DSiWare вызвал смешанную реакцию прессы. Критики отмечали, что платформа проигрывает как конкурентам Xbox Live Arcade, PlayStation Network, App Store и Steam, так WiiWare от самой Nintendo. Обозреватель сайта Digitally Downloaded среди недостатков платформы назвал её скорость работы, неинтуитивный интерфейс, а также плохую презентацию самих продуктов. Тем не менее он отметил, что в сервисе представлено много хороших игр, но из-за недостатков системы их сложно найти. Гевин Лейн с Nintendo Life позитивно отозвался о DsiWare, написав, что сервис «давал разработчикам свободу экспериментировать с малыми идеями и при этом не быть обременёнными рисками полноценных физических релизов».